# División de Honor Femenina de Balonmano
División de Honor Femenina de Balonmano är den högsta divisionen i handboll i Spanien för klubblag på damsidan.

## Mästare
Spanska mästerskapet
- 1953: Sección Femenina de Madrid
- 1954: Sección Femenina de Madrid
- 1955: Sección Femenina de Madrid
- 1956–1960: Ingen mästare
- 1961: Sección Femenina de Barcelona
- 1962: Sociedad Hípica La Coruña
- 1963: Medina Barcelona
- 1964: Picadero JC
- 1965: Picadero JC
- 1966: Picadero JC
- 1967: Picadero JC
- 1968: Medina Valencia
- 1969: Medina Valencia
- 1970: Picadero JC
- 1971: Atlético de Madrid
- 1972: Atlético de Madrid
- 1973: Medina Guipúzcoa
- 1974: Medina Valencia
- 1975: Medina Guipúzcoa
- 1976: Atlético de Madrid
- 1977: Atlético de Madrid
- 1978: Atlético de Madrid
- 1979: Medina-Íber Valencia
- 1979: Medina-Íber Valencia
- 1980: BM Íber Valencia
- 1981: BM Íber Valencia
- 1982: BM Íber Valencia
- 1983: BM Íber Valencia

División de Honor femenina
- 1984: BM Íber Valencia
- 1985: BM Íber Valencia
- 1986: BM Íber Valencia
- 1987: BM Íber Valencia
- 1988: BM Íber Valencia
- 1989: BM Íber Valencia
- 1990: BM Íber Valencia
- 1991: BM Íber Valencia
- 1992: BM Íber Valencia
- 1993: BM Valencia
- 1994: BM Valencia
- 1995: BM Mar Valencia-El Osito L'Eliana
- 1996: BM Mar Valencia-El Osito L'Eliana
- 1997: BM Mar Valencia-El Osito L'Eliana
- 1998: BM Mar Valencia-El Osito L'Eliana
- 1999: BM Elda-Alsa Elda Prestigio
- 2000: BM Mar Valencia-El Osito L'Eliana
- 2001: BM Mar Valencia-El Osito L'Eliana
- 2002: BM Mar Valencia-El Osito L'Eliana
- 2003: BM Elda-Alsa Elda Prestigio
- 2004: BM Elda-Alsa Elda Prestigio
- 2005: Astroc Sagunto-Mar Valencia
- 2006: Cementos La Unión Ribarroja
- 2007: Cementos La Unión Ribarroja
- 2008: BM Orsan Elda Prestigio
- 2009: SD Itxako
- 2010: SD Itxako
- 2011: SD Itxako
- 2012: SD Itxako
- 2013: BM Bera Bera
- 2014: BM Bera Bera
- 2015: BM Bera Bera
- 2016: BM Bera Bera
- 2017: Mecalia Atlético Guardés
- 2018: BM Bera Bera
- 2019: Rocasa Gran Canaria
- 2020: BM Bera Bera
- 2021: BM Bera Bera
- 2022: BM Bera Bera